# Europsko prvenstvo u vaterpolu – Rim 1983.
Vaterpolsko EP 1983. šesnaesto je izdanje ovog natjecanja. Održano je u Rimu u Italiji od 20. do 27. kolovoza.

## Konačni poredak
| Mj. | Država      |
| --- | ----------- |
| 1.  | SSSR        |
| 2.  | Mađarska    |
| 3.  | Španjolska  |
| 4.  | Jugoslavija |
| 5.  | Njemačka    |
| 6.  | Nizozemska  |
| 7.  | Italija     |
| 8.  | Rumunjska   |

| Pobjednici                   |
| ---------------------------- |
| Sovjetski Savez Treći naslov |